# Capacidad de infiltración

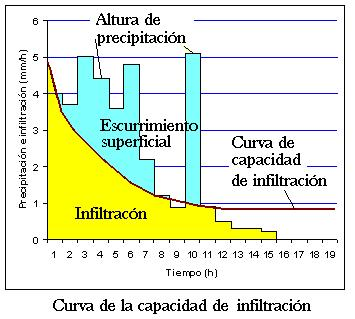

En hidrología, se denomina capacidad de infiltración a la velocidad máxima con que el agua penetra en el suelo. La capacidad de infiltración depende de muchos factores; un suelo desagregado y permeable tendrá una capacidad de infiltración mayor que un suelo arcilloso y compacto.
Si una gran parte de los poros del suelo ya se encuentran saturados, la capacidad de infiltración será menor que si la humedad del suelo es relativamente baja.
Si los poros del suelo en las cámaras superiores del mismo ya se encuentran saturadas, la infiltración se hará en función de la permeabilidad de los estratos inferiores.
Una precipitación intensa podrá provocar la colmatación de los poros superficiales, con partículas finas del suelo, reduciendo la infiltración y aumentando la escorrentía.
En la figura anexa se puede ver la curva de la capacidad de infiltración, variable en el tiempo, sobrepuesta a un pluviograma horario, gráficamente se muestra el escurrimiento superficial, también variable en el tiempo.
El índice de infiltración o capacidad media de infiltración es utilizado para calcular el escurrimiento en grandes áreas, donde sería difícil aplicar la curva de capacidad de infiltración. Este es equivalente a la velocidad media de infiltración.